# Pop Evil
Pop Evil est un groupe américain de thrash metal, originaire de Grand Rapids, dans le Michigan. Le groupe est sous contrat avec Universal Records et Eleven Seven Music.

## Histoire

### Débuts (2001-2009)
Le chanteur Leigh Kakaty et le batteur Dylan Allison ont joué dans un groupe appelé TenFive. Avec ce dernier, ils ont sorti l'album Severn en 1999 et l'EP Dam Electro en 2001. Leur musique mêlait indie pop et post-grunge avec des influences électroniques. Après la dissolution du groupe, Kakaty et Allison forment Pop Evil. Toujours sans contrat avec un label, ils sortent l'album War of the Roses en 2004 et l'EP Ready or Not en 2006.
Le 12 août 2008, leur premier album studio Lipstick on the Mirror sort sur le label discographique indépendant Pazzo Music, dont les propriétaires Fontana Distribution appartiennent à Universal Music Group. Pour cet album, le groupe collabore notamment avec Al Sutton, qui avait déjà produit Kid Rock. Lors d'un concert en mars 2009, le groupe annonce avoir conclu un contrat avec Universal Records. L'album Lipstick on the Mirror est alors réédité. Le single 100 in a 55 reste 30 semaines dans les Active Rock Charts aux États-Unis et se classe 28e dans les charts annuels. Pour la première fois, le groupe atteint également le top 10 des charts rock mainstream (8e place). En juillet et août 2009, Pop Evil fait une tournée en Amérique du Nord avec Whitesnake lors de la tournée anniversaire de Judas Priest.

### Percée nationale (depuis 2010)
En juin 2010, le groupe annonce que le producteur Johnny K (3 Doors Down, Staind, Disturbed) avait été engagé pour le deuxième album studio War of Angels. Bien que l'album devait initialement sortir en février 2011, Pop Evil signe un nouveau contrat avec eOne Music. L'album ne sort donc dans les magasins qu'en mai 2011. Les deux premiers singles s'appelaient Last Man Standing et Monster You Made. Pendant cette période, le batteur Dylan Allison doit être remplacé par Chachi Riot en raison d'une vertèbre cassée. En plus de quelques tournées en première partie de Papa Roach, Finger Eleven, Theory of a Deadman et Puddle of Mudd, le groupe joue pour la première fois des concerts en tête d'affiche en Amérique du Nord. Le troisième single, Boss's Daughter, sort en janvier 2012. En tant que musicien invité, Mick Mars de Mötley Crüe assure les parties de guitare. Alors que l'album s'est classé pour la première fois dans les charts officiels des albums à la 43e place, les trois premiers singles ont tous atteint le top ten des charts rock mainstream. Dans les hard rock charts, War of Angels atteint tout de suite la première place. En conséquence, le groupe fait sa première tournée en dehors des États-Unis : au Canada en première partie de Black Label Society et en Suède avec Seether.
Le 28 février 2013, le groupe sort le single Trenches. Il annonçait le troisième album studio Onyx. Le single atteint la première place du classement rock mainstream en juin, y reste pendant un mois, et devient le single rock le plus populaire de l'année. Le deuxième single Deal with the Devil atteint également la première place en décembre 2013 et janvier 2014. L'album Onyx sort le 14 mai 2013 et se classe 39e dans les charts.
En février 2014, le groupe signe un contrat avec Eleven Seven Music pour la distribution des albums et des singles en Europe. Ce contrat permet également au groupe d'effectuer sa première tournée européenne : en première partie de Five Finger Death Punch, il donne notamment des concerts en Grande-Bretagne, en Allemagne et aux Pays-Bas. Le 20 mai, le groupe a annoncé sur sa page Facebook que l'album Onyx était désormais disponible dans le monde entier.

## Style musical
Le groupe se rattache au genre du rock. On peut notamment citer le post-grunge et le hard rock comme sous-formes. Les singles les plus hard se rapprochent du metal alternatif. Pop Evil s'inspire d'autres groupes de rock contemporains comme Crossfade, Shinedown et Puddle of Mudd, mais aussi de Soundgarden et Pearl Jam. Les critiques voient aussi dans les ballades calmes des influences de Staind, 3 Doors Down ou Nickelback. Il y a également une certaine proximité avec Volbeat, Papa Roach et Linkin Park. Le single Colors Bleed, sort en 2018, présente des influences évidentes de Rage Against the Machine.

## Discographie
- 2008 : Lipstick on the Mirror
- 2011 : War of Angels
- 2013 : Onyx
- 2015 : Up
- 2018 : Pop Evil
- 2021 : Versatile
- 2023 : Skeletons
- 2025 : What Remains